# Claudius Bombarnak
Claudius Bombarnak (1892, Claudius Bombarnac) je dobrodružný román francouzského spisovatele Julesa Verna z jeho cyklu Podivuhodné cesty (Les Voyages extraordinaires).

## Obsah románu

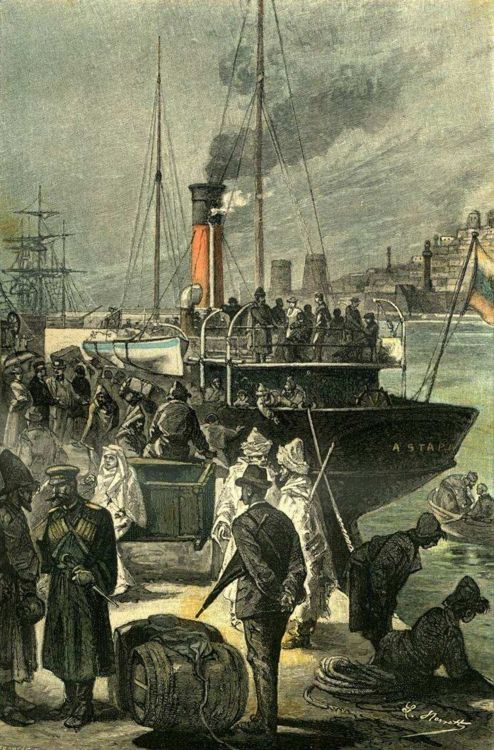
Claudius Bombarnak, původní ilustrace Léona Benetta.

Kniha vypráví příběh reportéra časopisu Dvacáté století Claudia Bombarnaka, který dostane na své poměrně příjemné služební cestě v Gruzii nenadálý příkaz od své redakce zúčastnit se 14denní cesty vlakem po veliké transasijské dráze z města Uzun Ada v dnešním Turkmenistánu na východním břehu Kaspického moře do Pekingu v Číně, aby mohl popsat její průběh a své zážitky na ní. Chtě nechtě se musí vydat z Tbilisi do Baku a pak lodí na protější stranu Kaspického moře. Ve vlaku se seznámí s celou řadou „zajímavých“ osob, jako je ruský major, arogantní anglický sir a také německý baron Weißschnitzerdörfer, který chce uskutečnit cestu kolem světa za 39 dnů, a proto věčně pospíchá (má však neustále smůlu, všechny plánované spoje vždy zmešká). Claudius Bombarnak dokonce objeví v bedně schovaného černého pasažéra Rumuna Kinka, který se chce tímto způsobem dostat do Pekingu a oženit se tam. Bombarnak mu slíbí, že ho neprozradí a že mu v této obtížné situaci bude dokonce pomáhat.
V Ašchabadu je k vlaku připojen další vagón, ve kterém má být rakev s mrtvolou významného mandarina. Zároveň nastoupí dva noví cestující, tajemný Seigneur Faruskiar, ze kterého se vyklube vysoký úředník železniční správy, a jeho pomocník Ghangir. Claudius Bombarnak sdělí tyto skutečnosti své redakci a brzy pak dostane od ní telegram, ve kterém se tvrdí, že v novém vagónu není žádná mrtvola, ale císařský poklad, který se vrací z Persie do Číny, a který má Faruskiar hlídat.
Protože vlak na své cestě projíždí mnoha zajímavými městy (jako je např. Buchara, Samarkand, Taškent nebo Kašgar), využívá toho Verne k výkladu o historii těchto měst, o pozoruhodných stavbách a zvycích obyvatelstva apod. Převážná část knihy tak uplyne bez většího vzruchu.
Teprve v závěru se příběh poněkud zdramatizuje. Vlak totiž musí v Číně překonat území, které je ovládáno lupiči vedenými neblaze proslulým Ki Tsangem. Když je vlak přepaden, cestující se postaví lupičům na odpor. Faruskiar dokonce v souboji Ki Tsanga usmrtí a lupiči prchnou. Faruskiar je tak všemi považován za hrdinu. Poslední večer před koncem cesty však Claudius Bombarnak, který navštíví Kinka v jeho úkrytu v zavazadlovém voze, náhodou vyslechne rozhovor mezi Faruskiarem a Ghangirem a zjistí, že Faruskiar se rozhodl zmocnit se pokladu. Plánuje zavraždit strojvedoucího a topiče a vlak zavést na vedlejší kolej, kde by se zřítil z nedokončeného mostu. Bombarnak s Kinkem sice nedokáže zabránit vraždě posádky lokomotivy a ani zavedení vlaku na vedlejší kolej, ale podaří se mu lokomotivu včas zastavit. Seigneur Faruskiar a Ghangir však zmizí.
Román končí v Pekingu svatbou Kinka, který se šťastně dostal ke své nastávající. Na svatbě nechybí ani baron Weißschnitzerdörfer, který opět zmeškal své dopravní spojení, takže jeho cesta kolem světa trvá již 147 dnů.
Knihu  Claudius Bombarnak ilustroval Léon Benett.

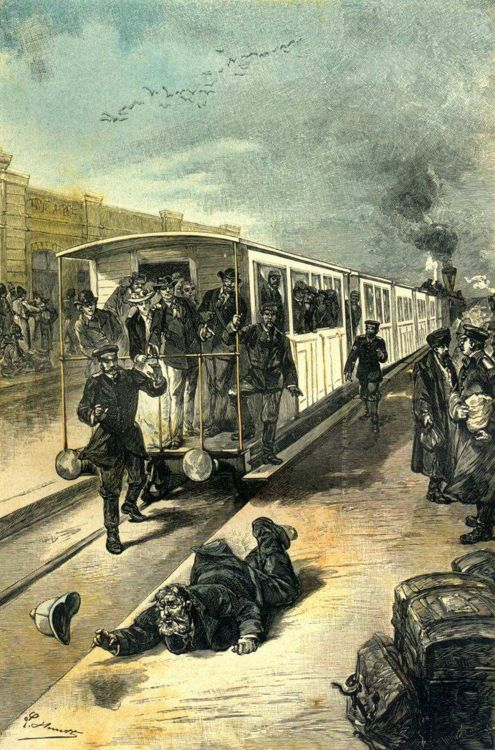
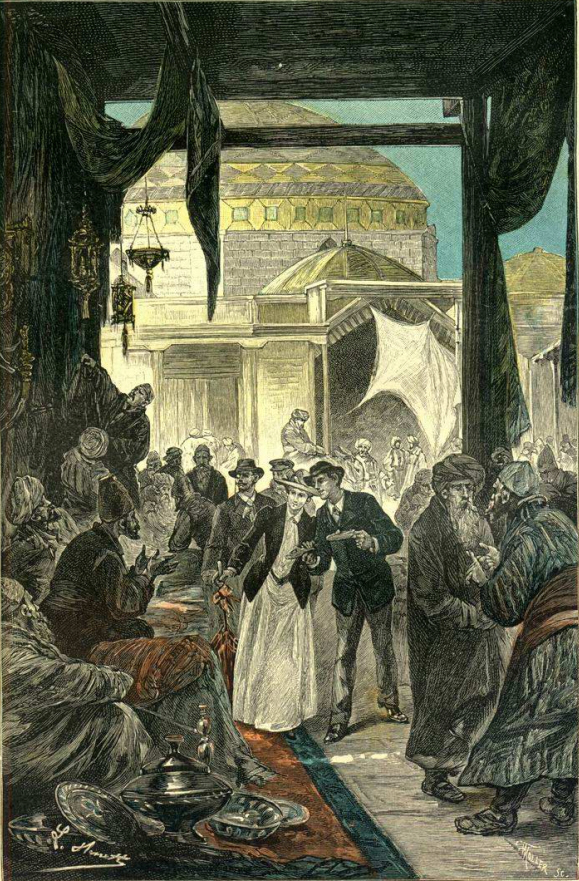
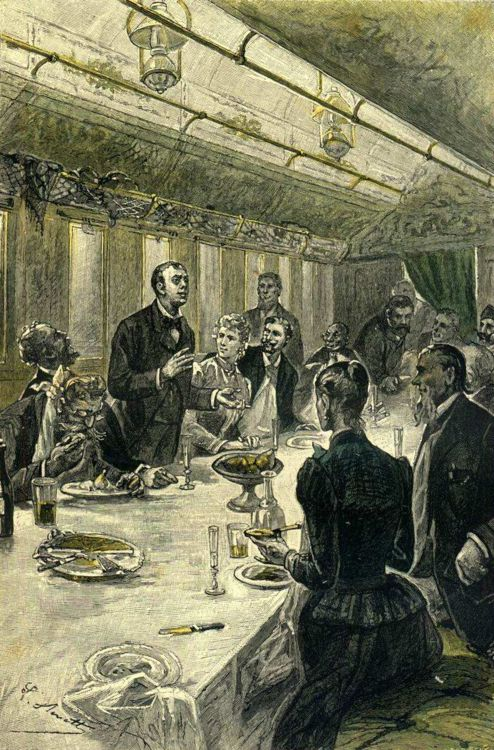
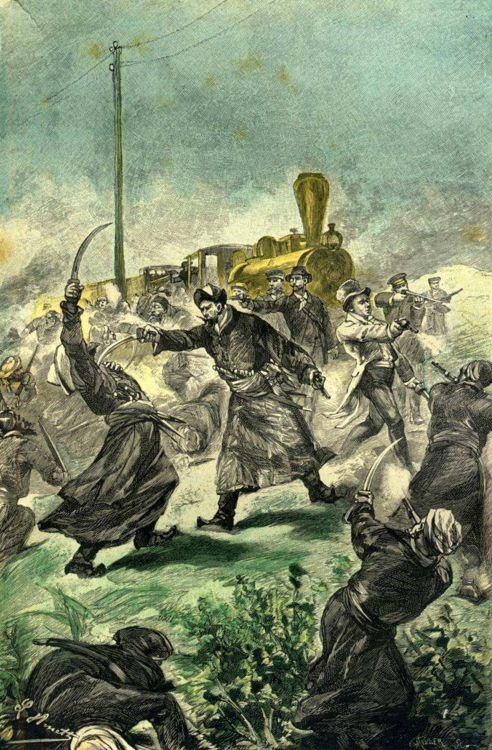
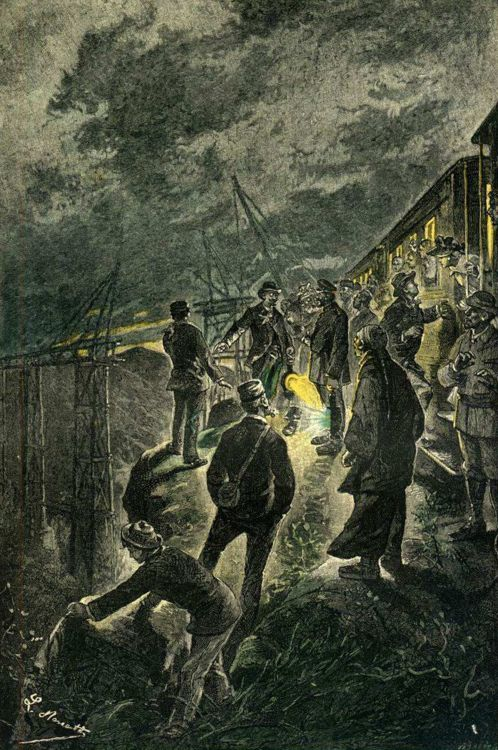

Mapy z původního francouzského vydání románu.

## Česká vydání
- Klaudius Bombarnak, Josef R. Vilímek, Praha 1893, přeložil Jiří Stanislav Guth-Jarkovský, znovu 1906.
- Klaudius Bombarnak, Bedřich Kočí, Praha 1909, přeložil Jiří Stanislav Guth-Jarkovský,
- Klaudius Bombarnak, Josef R. Vilímek, Praha 1928, přeložil Jiří Stanislav Guth-Jarkovský, znovu 1937.
- Claudius Bombarnak, Návrat, Brno 1996, přeložil Jiří Stanislav Guth-Jarkovský.
- Claudius Bombarnak, Nakladatelství Josef Vybíral, Žalkovice 2014, přeložil Jiří Stanislav Guth-Jarkovský.
- Claudius Bombarnak, Omega, Praha 2017, přeložil Jiří Stanislav Guth-Jarkovský.